# Mario Brondo
Mario Alberto Brondo Ortiz (Ciudad de México, 2 de abril de 1982) es un director de cine, guionista, productor audiovisual y artista méxicoespañol. Su actividad artística se extiende al terreno del videoarte, la música, la publicidad, la fotografía; aunando cuerpos de conocimiento que van desde la geopolítica hasta el existencialismo, la genealogía, y la kabbala. 
La estética de su trabajo se relaciona con movimientos neoformalistas, postestructuralistas y se distingue por utilizar el tiempo y la percepción como materia prima, lo cual lo aproxima a creadores como Gus van Sant, Tsai Ming Liang, e incluso Bela Tarr.
Mario Brondo empieza su formación artística en La Sorbonne (Universidad de París IV), en donde estudia literatura y lengua francesas. Durante ese periodo, lleva a cabo su primer trabajo en la industria cinematográfica traduciendo y subtitulando la película Festival in Cannes de Henry Jaglom, pseudónimo de Eric Rohmer (Les Films du Losange) para Pierre Cottrell y Edith Cottrell, productores insignes de la nueva ola francesa; lo que le abre las puertas de la jetset parisina y será determinante en su carrera. Posteriormente realiza estudios de psicología en la Universidad Iberoamericana en México, para ingresar en 2003 a la carrera cinematográfica en el CUEC-UNAM (hoy ENAC). En 2007 continúa con estudios de posgrado en Le Fresnoy, Estudio nacional de artes contemporáneas de Francia, de donde se diploma en 2009. En esa época, se integra una nueva visión en su trabajo, relacionada con el arte contemporáneo, las ciencias sociales y otras disciplinas.

## Biografía
Ha incursionado en las artes visuales y el cine.
Estudió cine en el CUEC (Centro Universitario de Estudios Cinematográficos) de la UNAM (Universidad Nacional Autónoma de México). También estudió psicología y teatro.
En 2007 se mudó a Lille (Francia), donde estudió arte audiovisual en Le Fresnoy (Estudio Nacional de Artes Contemporáneas), donde obtuvo diploma en 2009.
Allí realizó varios cortometrajes, entre ellos White Noise y Mise en Abíme, Ouverture; así  mismo participó en varias exposiciones artísticas y colaboró en decenas de piezas con artistas como Anna Phillips, Brice Morel, Emmanuel Van der Auwera y Enrique Ramirez.
Su obra ha sido mostrada en exposiciones y festivales en México, Estados Unidos y Europa.
Su obra ha compartido el espacio con creadores como
David Lynch,
Lars von Trier,
Kimmo Alakunnas
Alghiero Boetti,
Francis Alys, David Claerbout, Douglas Gordon, Gary Hill, Pierre Huyghe, Joan Jonas, Isaac Julien, William Kentridge, Paul McCarthy, Pipilotti Rist, Anri Sala.
En el cine, ha producido numerosos cortometrajes y mediometrajes; entre ellos, Essai sur la solitude et l’errance (con la actriz Julie Durand).
Ha realizado y producido largometrajes en México y el Sahara Occidental y UE.
En 2010 realiza su primer largometraje documental titulado Las Cuatro Muertes de María Desiderio.
En 2011 y 2012 produce dos tesis filmicas para graduantes del CUEC.
En 2014 realiza su segundo largometraje documental, Villa Cisneros, en el Sahara Occidental.
A partir de 2015 su visión y trabajo artísticos toman una nueva línea, esta vez mucho más cercana al arte contemporáneo, alejándose del cine tradicional, en donde se transparenta la influencia de su trabajo en Europa. El cambio se manifiesta de inicio con su incursión en la Cacopedia y proyectos audiovisuales que hibridan arte de exposición museística con cine.
A partir de 2016 realiza estudios de especialidad en áreas que comienza a integrar en su trabajo, principalmente en los ámbitos de la historiografía, el derecho, y la informática.
En 2020 emprende el proyecto audiovisual El Reino.  Una versión ha sido presentada dentro del marco de las Rencontres Paris-Berlin-Madrid en 2023.
En 2023 desarrolla la pieza La Muerte, y el proyecto La Virgen del Mar que se encuentra en realización. Así mismo publica el relato Un Domingo dorado en Sevilla, España.

## Filmografía
- 2004: Triple funeral
- 2005: Narciso posmo
- 2005: Ponle stop
- 2005: Sueño de Marruecos
- 2006: Elogio de lo insípido
- 2006: Habitantes
- 2007: Mexico City blues
- 2008: Mise en Abime, ouverture
- 2008: Essai sur la solitude et l’errance
- 2009: White noise
- 2010: Tifosi in Italia
- 2010: Sopravivvere
- 2010: Vuoto per l´amore
- 2010: Jackie Chan sisits an Potito Sannitico
- 2011: Firestarter
- 2011: Piel desierta
- 2012: Casa desierta
- 2012: Sueño envenenado
- 2013: Mind gap
- 2014: Villa Cisneros
- 2014: Arqueología
- 2014: La Guerra
- 2015: Las 4 muertes de María
- 2015: Ave Satani
- 2016: El Oro viene a Ti
- 2017: Exotism in Aussie
- 2019: Nessie in Loch Ness
- 2019: Persiguiendo al Amor entre las Montañas del Norte
- 2020-2021: El Reino

## Novelas
Ha publicado dos novelas: Soy lo que puede ser y Lollipop.[cita requerida]

## Exposiciones (selección)
- Panorama 9-10; curador: Bernard Blistène.
- Panorama 11; curador: Régis Durand.
- Wunderkammer; curadora: Nike Bätzner.
- "NEW MUSEUM de New-York": Francis Alys, David Claerbout, Douglas Gordon, Gary Hill, Pierre Huyghe, Joan Jonas, Isaac Julien, William Kentridge, Paul McCarthy, Pipilotti Rist, Anri Sala. 2013

## Otros
A parte de la práctica puramente estética, Mario Brondo ha incursionado en la literatura, la comunicación política y el marketing digital. Es conocido también como empresario y genealogista.

## Empresas
- Pagomovil, 2011, cofundador.
- HDSLR.MX, 2012, cofundador.
- NooRun, 2013, cofundador.
- Urbi Electric, fundador.
- Milagro Vino, 2016, cofundador.
- Klvrr Microempleos, 2017, Fundador. Sitio Web: https://klvrr.com Archivado el 14 de agosto de 2018 en Wayback Machine. (ahora llamada CorpShop; sitio web https://corp-shop.com/)

## Genealogía
Mario Brondo ha desarrollado su genealogía familiar ubicando a su línea ascendente paterna dentro del linaje davídico. Su estudio ha dado lugar a que se le proponga candidato al doctorado Honoris Causa por parte conjunta de la Universidad de las Islas Baleares (UIB) y la Universidad de Jerusalem.  [cita requerida]